# Lindsey Morgan
Lindsey Marie Morgan (Houston, 27 febbraio 1990) è un'attrice statunitense.
Nota principalmente per il ruolo di Kristina Davis in General Hospital, di Raven Reyes in The 100 e di Micki Ramirez in Walker.

## Biografia
Lindsey Marie Morgan è nata e cresciuta a Houston, in Texas, figlia di George Morgan e Alice Burciaga. Ha origini irlandesi e messicane.

## Carriera
Lindsey Morgan comincia la sua carriera al college, prima di partire verso Los Angeles per inseguire il suo sogno. Dopo poco tempo viene notata a Hollywood, ottenendo il ruolo principale nel film Disconnected - La vita in un click e uno secondario nel film Detention - Terrore al liceo.
Nel 2011 partecipa al videoclip della canzone Boyfriend, insieme ai Big Time Rush e Snoop Dogg, interpretando la ragazza di uno dei quattro componenti della band: Kendall Schmidt. Il 17 aprile 2012 la TVLine riferisce che Morgan ha ottenuto il ruolo di Kristina Davis nella soap opera americana General Hospital: il giorno del suo debutto è il 25 maggio 2012. Un anno dopo, il 26 marzo, viene riferito che la ragazza ha deciso di abbandonare il ruolo di Kristina, dopo l'ultima ripresa del 4 marzo 2013. Successivamente Morgan gira una web serie chiamata Destroy the Alpha Gammas, un guest spot in Franklin & Bash, una serie di spot per la Samsung e la Kmart e una produzione della Fox Digital chiamata EXTR. Dal 20 agosto 2013 e fino al termine della serie, interpreta Raven Reyes nella serie televisiva distopica The 100, entrando nel cast principale a partire dalla seconda stagione. Nel 2021 interpreta Micki Ramirez nella serie televisiva Walker.

## Filmografia

### Cinema
- Detention - Terrore al liceo (Detention), regia di Joseph Kahn (2011)
- Disconnected - La vita in un click (DisCONNECTED), regia di Leslie Libman (2011)
- Chastity Bites, regia di John V. Knowles (2013)
- ETXR, regia di Trevor Sands (2014)
- Beyond Skyline, regia di Liam O'Donnell (2017)
- Lasso, regia di Evan Cecil (2018)
- Summer Days, Summer Nights, regia di Edward Burns (2018)
- Inside Game, regia di Randall Batinkoff (2019)
- Skylines, regia di Liam O'Donnell (2020)
- Scrambled, regia di Leah McKendrick (2023)

### Televisione
- Super Ninja (Supah Ninjas) – serie TV, episodio 1x12 (2011)
- How I Met Your Mother – serie TV, episodio 7x16 (2012)
- Happy Endings – serie TV, episodio 2x20 (2012)
- General Hospital – serial TV, 68 puntate (2012)
- Franklin & Bash – serie TV, episodio 3x09 (2013)
- Destroy the Alpha Gammas – serie web, 7 episodi (2013)
- The Flip Side – serie TV, 2 episodi (2013)
- The 100 – serie TV, 97 episodi (2014-2020)
- Il gioco dell'amore (Casa Vita), regia di Ernie Barbarash – film TV (2016)
- The Night Shift – serie TV, episodio 3x03 (2016)
- Walker – serie TV, 24 episodi (2021)

### Regista
- The 100 – serie TV, episodio 7x07 (2020)

## Doppiatrici italiane
Nelle versioni in italiano delle opere in cui ha recitato, Lindsey Morgan è stata doppiata da:
- Gea Riva in Disconnected - La vita in un click
- Vanina Marini in The 100
- Eleonora Reti in Walker

## Riconoscimenti
- Daytime Emmy Awards
  - 2013 – Candidatura per la miglior giovane attrice per General Hospital[8]